# 안의초등학교 대지분교
안의초등학교 대지분교는 경상남도 함양군 안의면 용추계곡로 119 (신안리)에 있었던 분교이다.

## 연혁
- 1934년 6월 27일 안의공립보통학교 부설 신안간이학교 개교
- 1945년 8월 25일 안의공립국민학교 신안분교장으로 설립 인가
- 1946년 9월 1일 안의국민학교 신안분교 개교
- 1947년 2월 5일 대지국민학교로 인가
- 1985년 3월 11일 병설유치원 개원
- 1993년 3월 1일 용추분교장 본교로 통합
- 1995년 2월 28일 제44회 졸업식(총 졸업생 수 2,476명)
- 1995년 9월 1일 안의국민학교 대지분교장으로 격하
- 1997년 3월 1일 폐교, 안의초등학교에 통합